# Kostanjevica pri Ligu
Kostanjevica je majhna vasica blizu Liga v Občini Kanal ob Soči. Ime je dobila po bližnjem kostanjevem gozdu. Po ljudskem izročilu naj bi bilo v njem toliko kostanjevih dreves, da so se polhi in veverice selili po Kolovratu od reke Idrije do Soče in nazaj, ne da bi se spustili na tla. Kostanjeviška posestva so segala od vrha hriba, imenovanega  Kal, pa vse do reke Idrije v dolini. Vaščani so si pri delu med seboj vedno pomagali. Navada je bila, da so se možje zjutraj poklicali in s skupnimi močmi opravili delo, en dan pri eni hiši, naslednji dan pa pri drugi. Tako so se med družinami in posamezniki spletale močne vezi, kar je pripeljalo do velikih skupnih akcij tudi na drugih področjih. Družina Blažič je imela v vasi manjšo gostilno in trgovino. V tej družini je bila rojena učiteljica Marija Blažič, mati slikarja Zorana Mušiča.

### Zgodovina
V vasi je leta 1928 živelo 183 prebivalcev. Bila je največja vas na Kanalskem Kolovratu. Vendar so se njeni prebivalci že po letu 1900 začeli izseljevati v najrazličnejše države sveta, največ pa v Ameriko.
S pričetkom prve svetovne vojne (leta 1914) je bilo iz Kostanjevice v avstro-ogrsko vojsko vpoklicanih kar 32 mož in fantov. Od teh se jih pet ni nikoli več vrnilo s fronte. Poleg tega je v vojnih letih bilo porušenih ali požganih veliko domačij in gospodarskih objektov. Po končani vojni, leta 1918, se je pričela obnova vasi, ki je trajala vse do leta 1928. Z vzponom fašizma je Kostanjevica, tako kot tudi ostale vasi na Kanalskem Kolovratu, doživela nov udarec. Prebivalci so se bili prisiljeni množično izseljevati v Italijo, Francijo, Belgijo in druge države.
Prišla je druga svetovna vojna, ki je spet terjala svoj davek. Do leta 1942 je bilo  zaprtih že več kot 10 zavednih vaščanov, veliko pa jih je bilo mobiliziranih v italijansko vojsko. Tudi to je  bil eden izmed razlogov, da se je že takoj na začetku leta 1943 veliko vaščanov ─ fantov in nekaj deklet, odločilo za odhod v partizane.

#### Požig
Leta 1943 je bila, po kapitulaciji Italije v Kostanjevici ustanovljena zasilna začasna partizanska bolnišnica v prostorih takratne šole. Kljub strogi tajnosti pa je bila bolnišnica izdana. Zgodaj zjutraj, 6. oktobra 1943, se je prebivalka Kostanjevice Veronika Peternel odpravila proti Kanalu, ko je z vrha vasi opazila Nemce, ki so se približevali vasi.  Zato se je hitro vrnila v vas in opozorila sovaščane. Po pripovedovanju je bilo okoli 100 nemških vojakov. Najprej so napadli šolsko poslopje iz križišča nad vasjo. Ko pa so ugotovili, da so udarili v prazno, so pobesneli in se pognali v vas, ki je ni branila nobena partizanska enota. Po pripovedovanju je partizanska brigada, z ukazom nadrejenega, lahko le nemočno opazovala.
Napad na vas naj bi se začel okoli 8. ure zjutraj. Najprej so obkolili vas, ko pa so opazili, da ljudje bežijo iz nje, so začeli streljati in ustrelili dva vaščana, Antona Blažiča in Antonijo Tomažič. Nato so začeli požigati hiše ter hleve. Med požiganjem so aretirali sedem starejših moških, ki so jih kasneje odpeljali v zapor v Gorico. Vsega skupaj so požgali 13 hiš in 8 hlevov. Napad naj bi se končal okoli 15. ure, ko so Nemci začeli zapuščati vas. Le-ta je gorela še vso noč in naslednji dan. Partizanska četa, ki je bila blizu vasi, si ni upala spopasti z Nemci, saj je vedela, kako velika je možnost, da bi se Nemci ponovno maščevali in naredili še večjo škodo, kot so jo že.
Življenje po napadu je bilo zelo težko, materialne in duševne posledice so se čutile še desetletja.  

#### Danes
Danes ima Kostanjevica šteje še 11 živih domačij s približno 30 prebivalci. Vse kaže, da se življenje počasi, a vztrajno vrača v to prijetno vasico na Kanalskem Kolovratu.